# Amellus reductus
Amellus reductus là một loài thực vật có hoa trong họ Cúc. Loài này được Rommel mô tả khoa học đầu tiên năm 1977.